# Tigre blanc

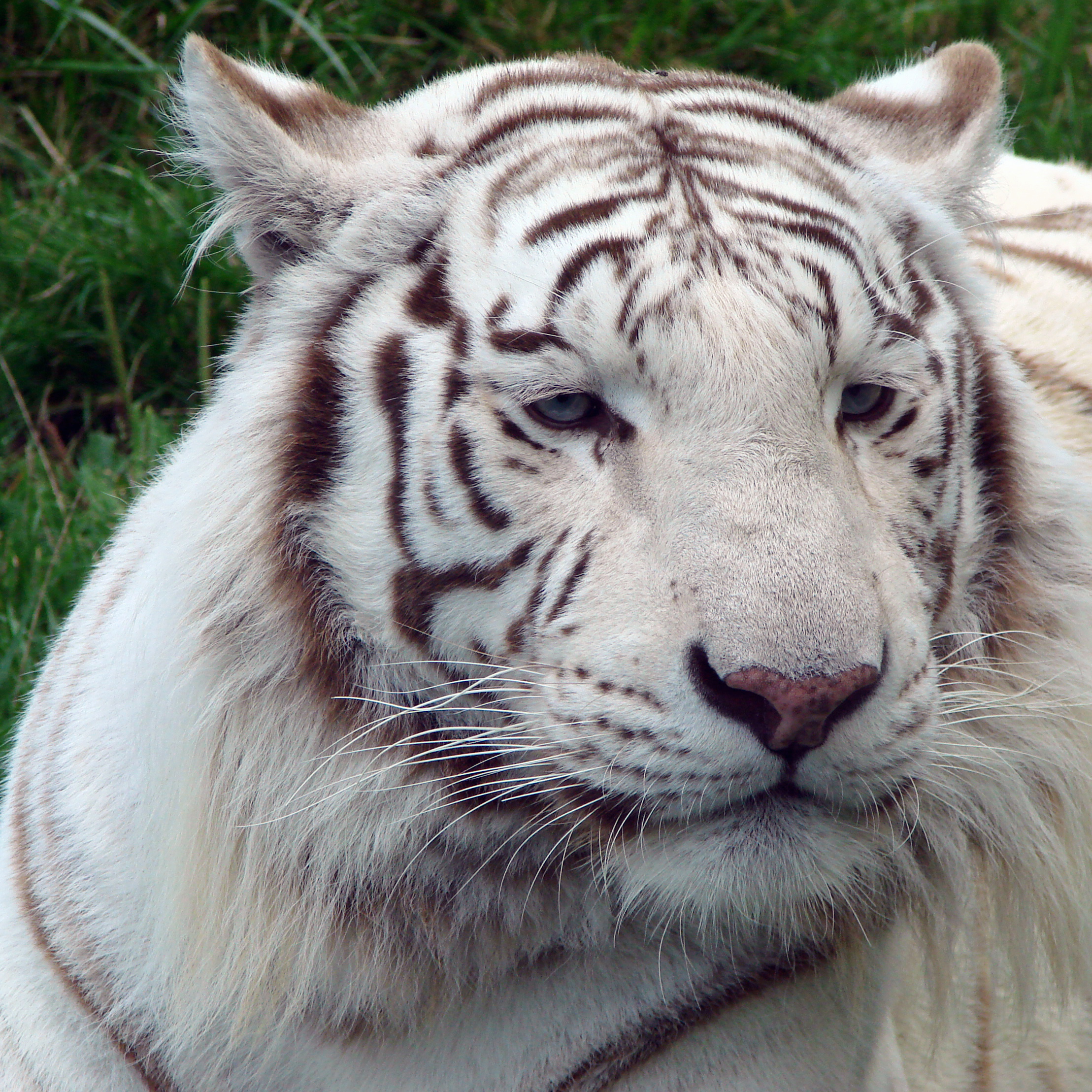
Tigre blanc

Els tigres blancs són espècimens individuals del tigre ordinari (Panthera tigris) amb una condició genètica que gairebé elimina el pigment en la pell normalment taronja, encara que les ratlles negres no es veuen afectades. Això és a causa del fet que quan un tigre hereta dues còpies del gen recessiu per a la coloració pàl·lida: nas rosa, ulls color blau gel, i pell de color blanca crema amb ratlles negres, grises o de color xocolata (Existeix una altra condició genètica que també produeix ratlles pàl·lides; els tigres d'aquest tipus són anomenats «blancaneus»).
Els tigres blancs no constitueixen una subespècie separada i són fèrtils amb els tigres taronges, encara que totes les cries resultants seran heterozigots pel gen recessiu, i la seva pell serà taronja. L'única excepció seria si el progenitor taronja fos també un tigre heterozigot amb gen recessiu per coloració pàl·lida, el que li donaria un 50% de possibilitats de ser doblement recessiu per blanc o heterozigot per taronja.
Comparat amb els tigres taronges sense el gen blanc, els tigres blancs tendeixen a ser més grans tant en el naixement com en la seva màxima grandària d'adult. Això pot haver-los donat un avantatge malgrat la seva coloració inusual. Els tigres taronges heterozigots tendeixen també a ser més grans que altres tigres. El 1960, Kailash Sankhala (director del zoo de Nova Delhi) va suggerir que «una de les funcions del gen blanc pot haver estat mantenir el gen de grandària en la població, en cas que es necessités».
Els tigres de ratlles negres són freqüents en la subespècie del tigre de Bengala (Panthera tigris tigris), en els tigres siberians (Panthera tigris altaica), i hi ha dades històriques d'aparició en diverses subespècies més. El pelatge blanc s'associa molt amb el del tigre de Bengala, o el de la subespècie de l'Índia. Actualment, diversos centenars de tigres blancs estan en captivitat al voltant del món, amb 100 d'ells a l'Índia, i la seva quantitat està en augment. La població actual inclou ambdós els bengala purs i els híbrids de bengala-siberià, però és incert si el gen recessiu del blanc vi només dels bengales, o dels siberians.
La coloració inusual dels tigres blancs els ha fet populars en els zoològics i en espectacles d'animals exòtics. Els mags Siegfried i Roy són famosos per haver criat i entrenat tigres blancs per als seus nombres, referint-se a ells com «tigres blancs de reialesa», potser per l'associació del tigre blanc amb el majarás de Rewa (a Índia).

## Característiques

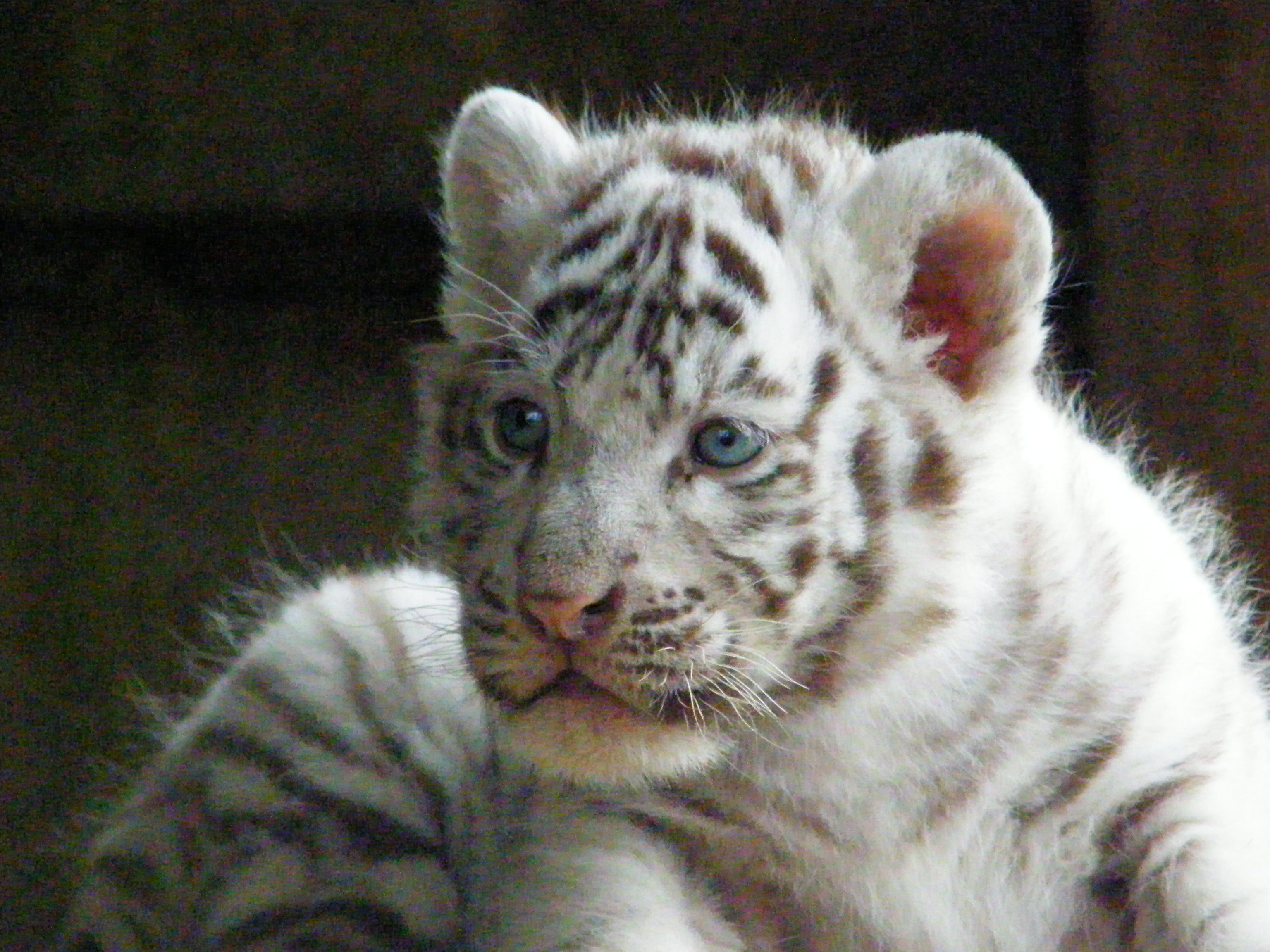
Cria de tigre blanc

El tigre blanc és un mamífer de l'ordre dels carnívors i que pertany a la família dels fèlids. La cua li mesura de 75-91 cm. Pesen al voltant de 290 quilograms, tenen entre 1-6 cadells per ventrada i viuen una mitjana de 20 anys. Les cries de tigre són cegues, pesen d'1 a 3 quilograms, i neixen amb el color característic que els distingeix. Els ulls els obren als 14 dies i són alletades durant un mes i mig. Els tigres adults són els grans fèlids vivents i són impossible de confondre per la seva pell ratllada de negre.

## Hàbitat

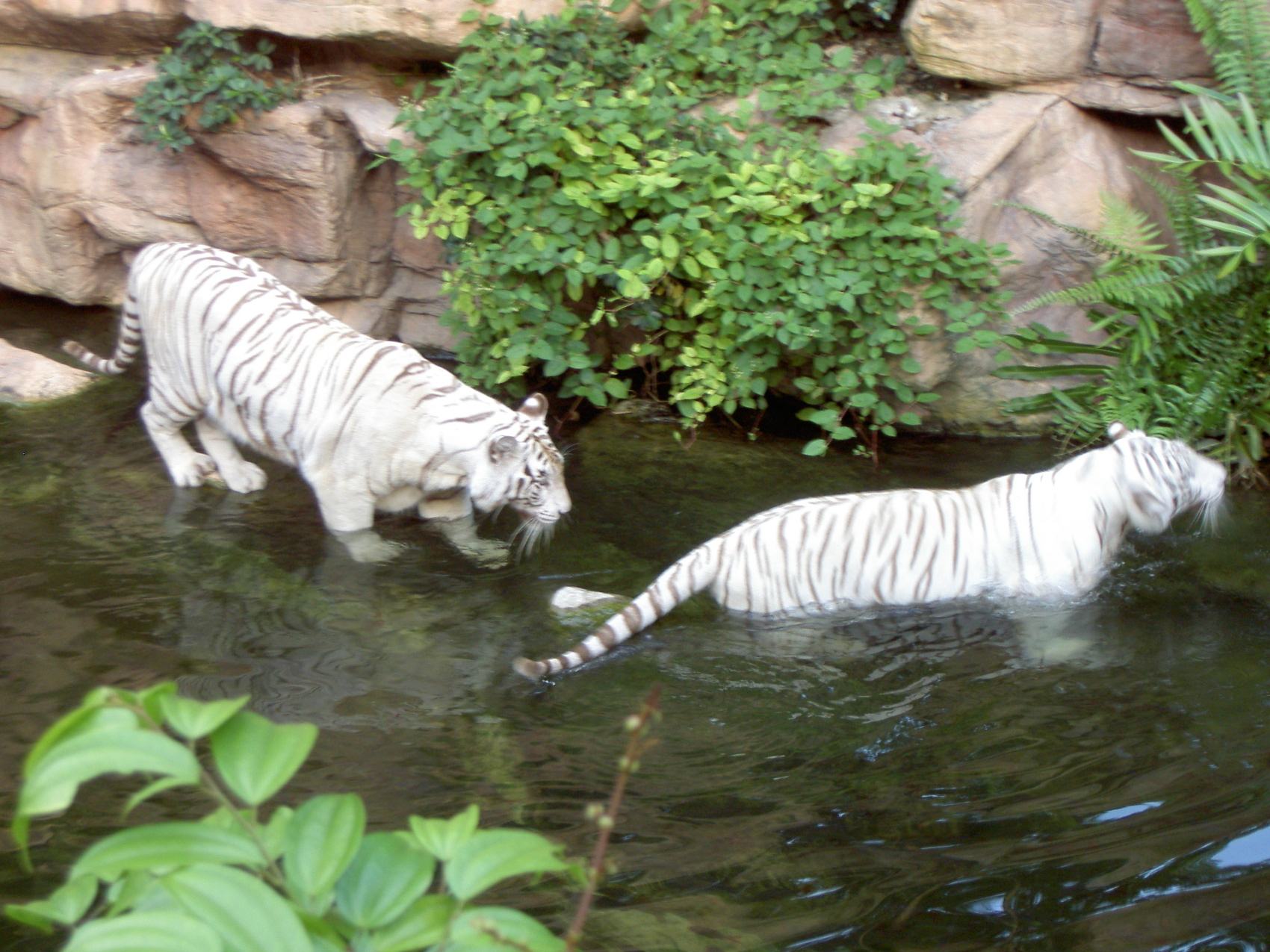
Tigres blancs en el seu hàbitat

El tigre blanc es troba a l'Àsia, des de Sibèria al nord fins a l'illa de Java al sud.
Viu en zones on la vegetació és arbustiva, poblada de matolls i arbres disseminats. Aquest pot arribar fins a les veritables selves i jungles, però prefereix les zones boscoses esquitxades de clars, sempre usa el magnífic camuflatge que li brinda la coloració del seu pèl.
També ocupa hàbitats on predomina l'herba alta. Ha estat documentat des del nivell del mar fins als 3.960 metres d'elevació.

## Alimentació
L'alimentació del tigre blanc consisteix en mamífers grossos, com cérvols, porcs, vaques i altres. En temps d'escassetat menja tot animal que trobi, des de sargantanes, granotes i insectes fins a micos i elefants joves. Se sap també que menja ocells, peixos, i altres fèlids, cànids i fins ossos. Els tigres blancs són generalment animals solitaris, cadascun manté un extens territori o àrea d'acció, però de vegades viatgen en petits grups. Són caçadors nocturns que confien principalment en el sigil i la sorpresa, confonent-se en la foscor amb la vegetació per atrapar amb èxit les seves preses, els cérvols i els antílops.